# Vườn Quốc gia Kiskunság

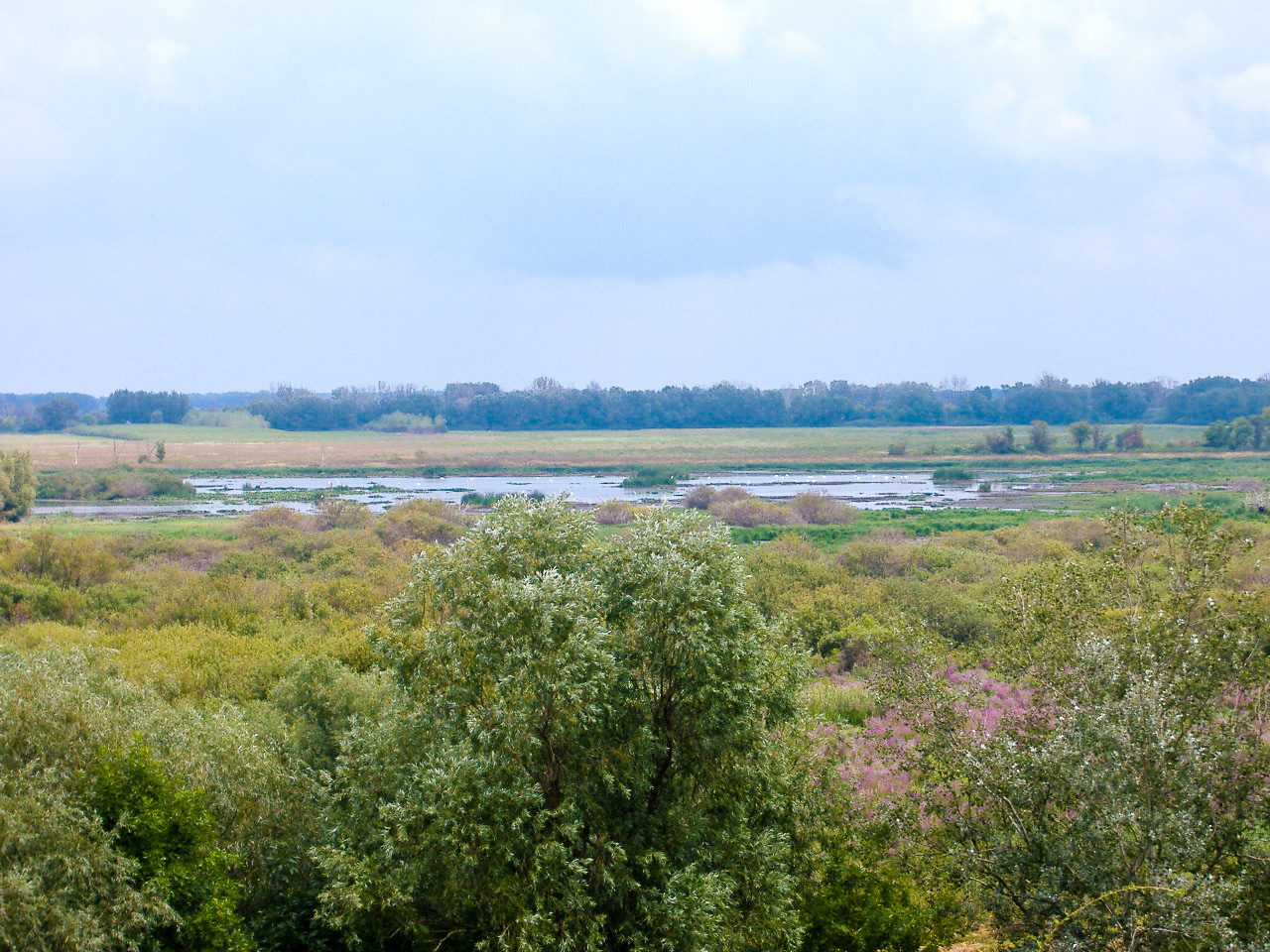
Đồng cỏ Alpár trong vườn quốc gia

Vườn quốc gia Kiskunság (tiếng Hungary: Kiskunsági Nemzeti Park) là công viên quốc gia nổi tiếng nằm ở khu vực Danube – Tisza Interfluve ở quận Bács-Kiskun, Hungary. Vườn quốc gia thành lập vào năm 1975 và chính thức được UNESCO công nhận là khu dự trữ sinh quyển. Diện tích của Kiskunság tương đối rộng, khoảng 570 km² và trải dài trên khu vực lịch sử Kiskunság (thuộc quận Bács-Kiskun) của Đồng bằng rộng lớn Hungary.

## Đặc trưng
Với diện tích rộng lớn, Vườn quốc gia Kiskunság chia thành bảy đơn vị rời rạc, nằm rải rác khắp khu vực.
Nổi tiếng nhất trong bảy đơn vị đó là thảo nguyên Puszta, nơi diễn ra các sự kiện lớn hàng năm với mục đích phục hồi đời sống mục đồng cũ và phong tục chăn nuôi gia súc của cư dân.
Một địa điểm nổi bật khác là Hồ Kolon ở gần thị trấn Izsák, nơi đây nổi tiếng với những loài rùa đầm lầy, loài chim họ diệc, những cánh đồng lau sậy hoang sơ và đặc biệt là chín loài phong lan mọc ở các vùng lân cận. Một hiện tượng tự nhiên thú vị là các cồn cát ở vùng lân cận của thị trấn Fülöpháza, đây là những cồn cát di động, trong những điều kiện gió thuận lợi, chúng có thể di chuyển đến nhiều nơi khác nhau.

## Địa lý
Gần thị trấn Fülöpszállás và thành phố Szabadszállás, xuất hiện những hồ kiềm nằm trong khu vực lịch sử Kiskunság. Sự có mặt của các hồ kiềm góp phần làm tăng tính đa dạng của hệ thực vật và động vật nơi đây. Khu vực này là nơi cứ trú của các loài chim quý hiếm: Recurvirostra, ngỗng, Himantopus, hơn nữa còn trở thành ngôi nhà tạm thời cho hàng chục nghìn loài chim di cư. Đây chính là món quà thiên nhiên ban tặng cho người dân Hungary nói chung và các nhà điểu học nói riêng. Bên cạnh đó khu vực này còn có các hồ tự nhiên như Hồ Szelid gần thành phố Kalocsa, Hồ Vadkert ở thành phố Soltvadkert, Hồ Kunfehér và Hồ Sós ở thành phố Kiskunhalas đều là những địa điểm lý tưởng để tắm và cắm trại.
Mạng lưới đường mòn dày đặc trong vườn quốc gia cũng góp phần thu hút khách du lịch và tạo ra những trải nghiệm độc đáo khi đến với Vườn quốc gia Kiskunság. Trung tâm du lịch chính thức của Vườn Quốc gia Kiskunság, có tên gọi là 'Ngôi nhà của Thiên nhiên', nằm ở thành phố Kecskemét.

## Bộ sưu tập

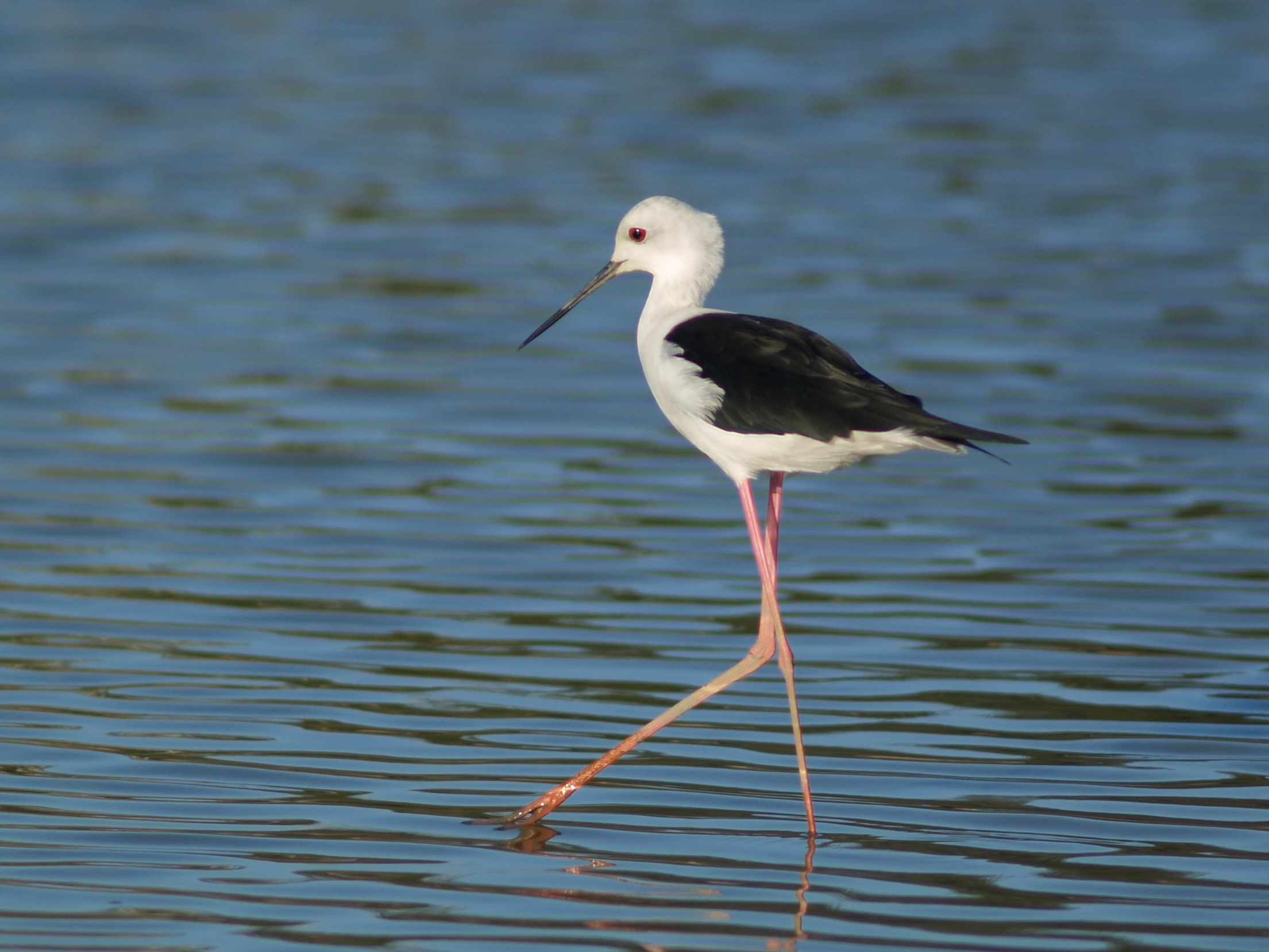
Cà kheo cánh đen
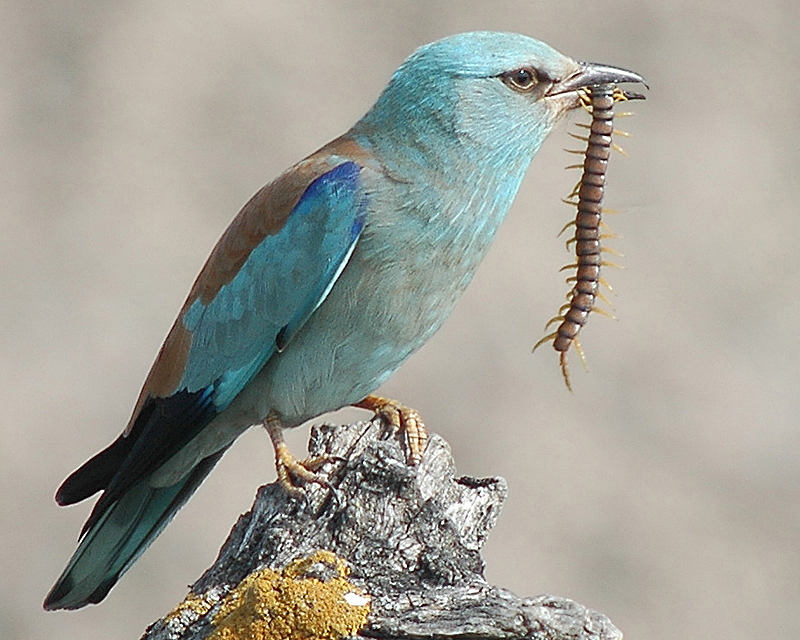
Sả châu Âu
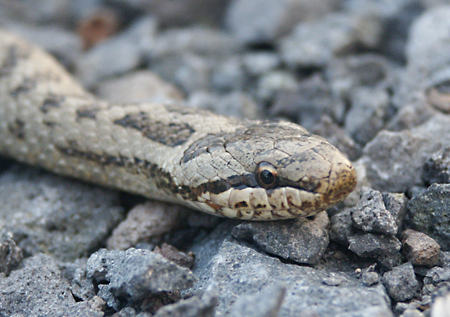
Rắn trun (rắn trơn)
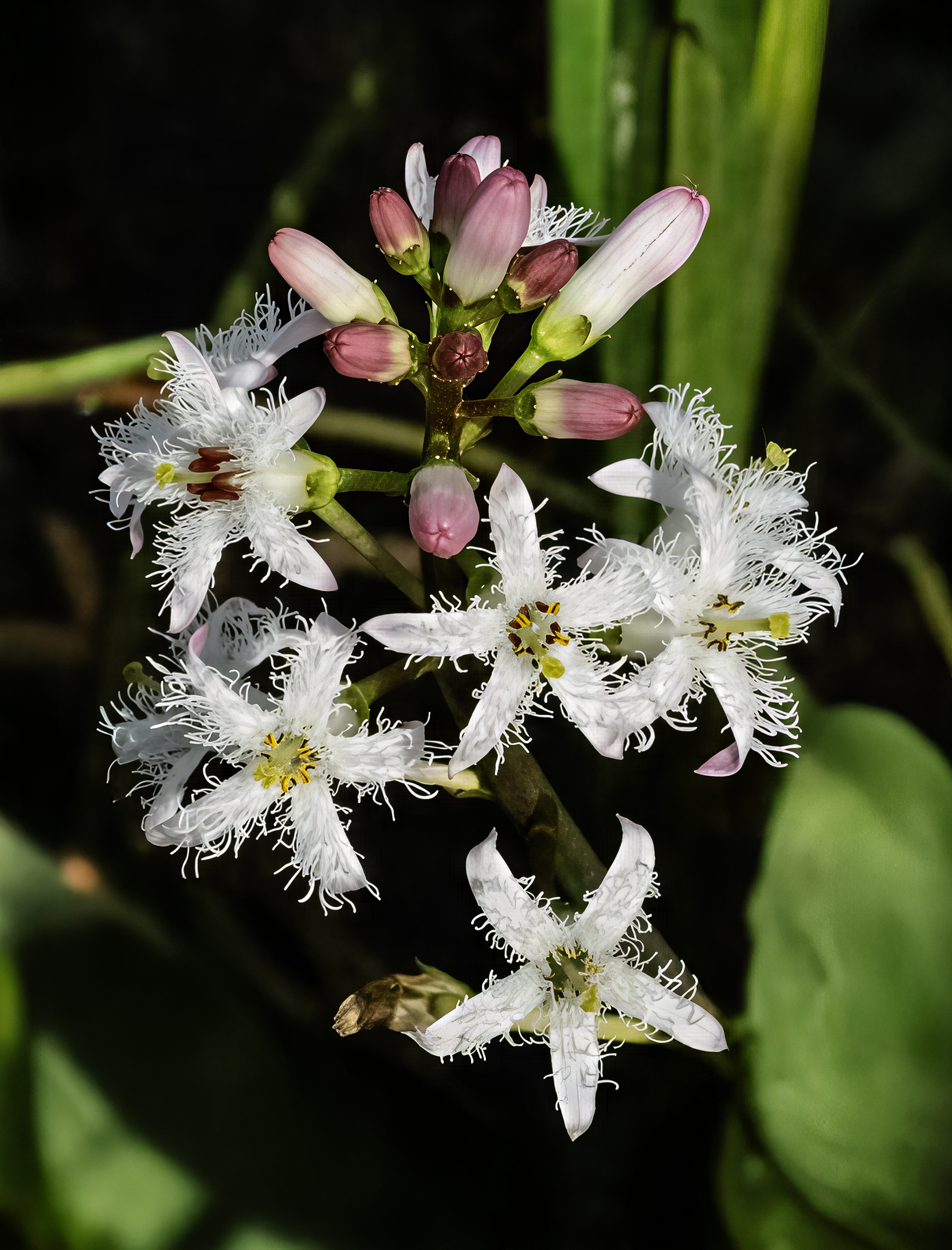
Menyanthes trifoliata
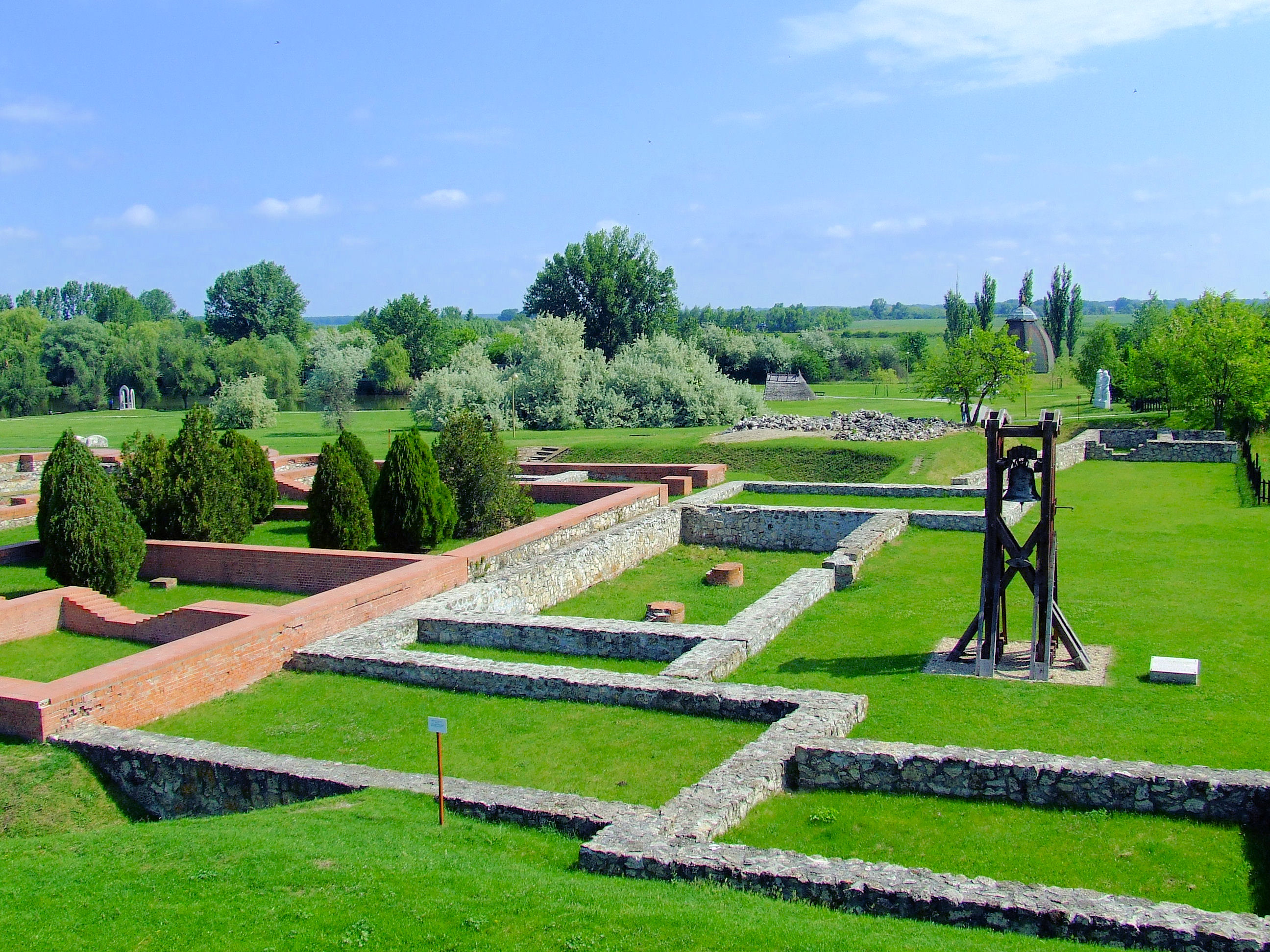
Bảo tàng ngoài trời ở thị trấn Ópusztaszer
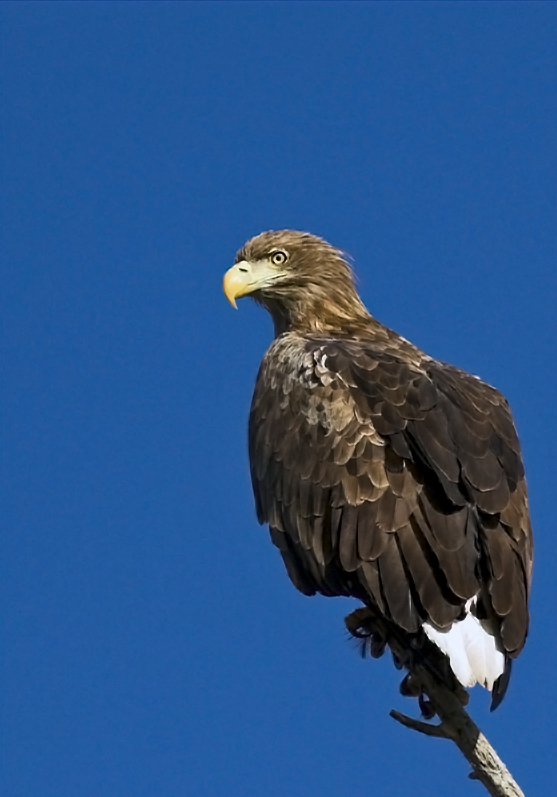
Đại bàng đuôi trắng
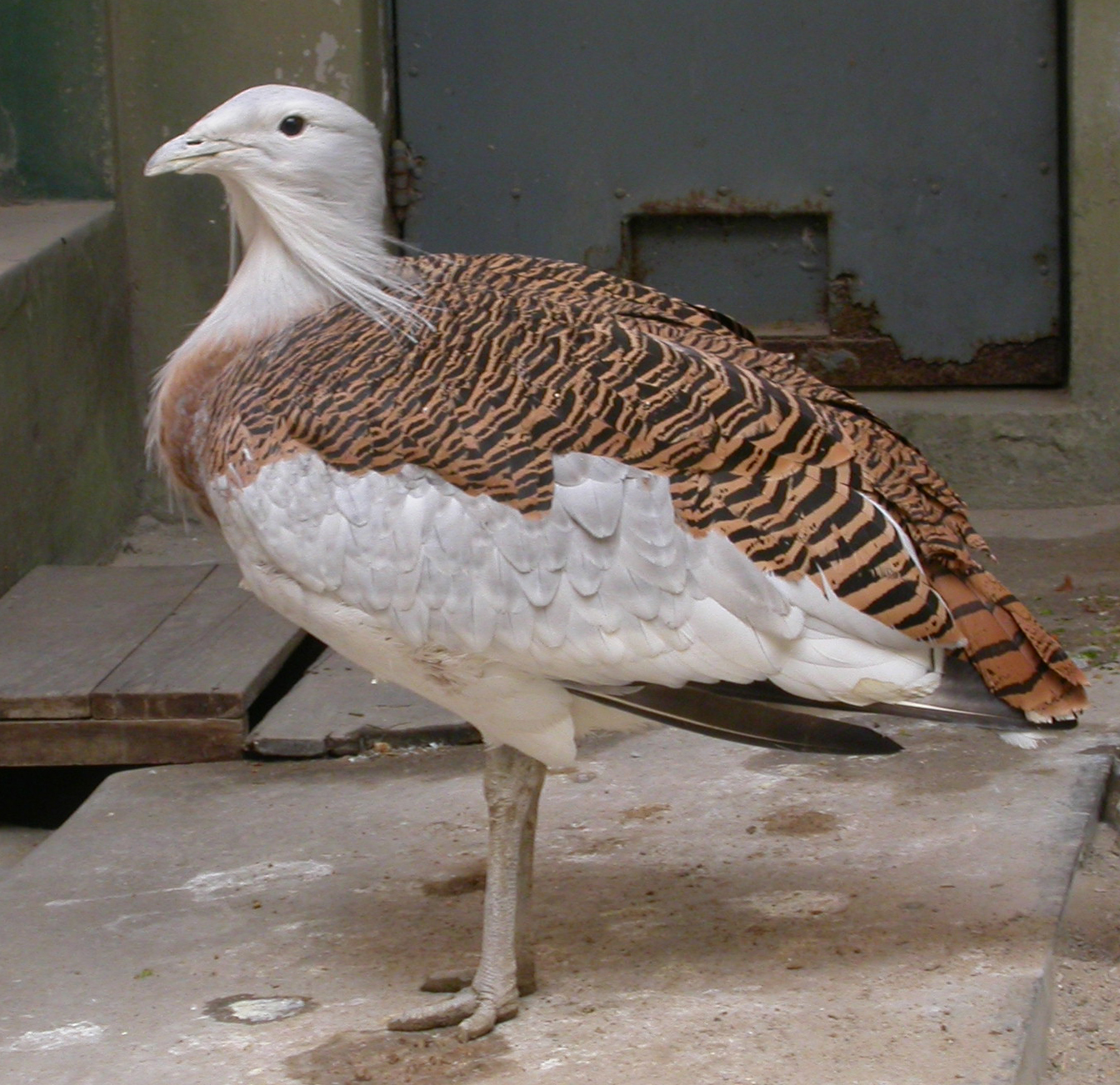
Ô tác lớn